# Venice Beach Volleyball
Venice Beach Volleyball is een videospel voor het platform Nintendo Entertainment System. Het spel werd uitgebracht in 1991.